# Wurtzit
Wurtzit er et heksagonalt sjældent mineral med zink og svovl, en zinksulfid ZnS, som til tider betegnes β-ZnS for at skelne det fra det polymorfe mineral zinkblende, der også betegnes α-ZnS og krystalliserer i det kubisk system. Wurtzit er metastabilt (stabilt over 1020 °C) og er en højtemperaturmodifikation til zinkblende. Normalt kan en del zink erstattes (substitueres) med jern så formlen skrives (Zn,Fe)S.

## Fodnoter
1. ↑  Press Inc, Handbook of Chemistry and Physics 57 Ed, B177, ISBN 0-87819-456-8

| Kemi | Spire Denne artikel om kemi er en spire som bør udbygges. Du er velkommen til at hjælpe Wikipedia ved at udvide den. |